# Laislaine Rocha
Laislaine Rocha (ur. 19 września 2000) – brazylijska judoczka.
Startowała w Pucharze Świata w 2018. Srebrna medalistka igrzysk Ameryki Południowej w 2018. Mistrzyni panamerykańska juniorów w 2019 roku.